# Henri Métras
Henri Metras, né le 9 avril 1917, et mort le 22 août 1957 à l’âge de 40 ans, est un chirurgien thoracique français, natif de Marseille. S’étant consacré très tôt à la discipline thoracique durant son internat, il acquit par ses travaux, ses innovations et son habileté chirurgicale, une réputation nationale et internationale.

## Biographie
Initialement élève du Dr Victor Aubert à Marseille, il a travaillé ensuite dans le service du Professeur Robert de Vernejoul, puis à l’hôpital Saint-Joseph à Marseille où il crée le service de chirurgie thoracique. Dès la fin de la guerre, il partit pour se perfectionner lors de plusieurs voyages en Europe (Angleterre, Suède…) et aux États-Unis en visitant les grands spécialistes de sa discipline.
Très tôt, il mit au point, en 1946 des sondes spéciales, sélectives, préformées pour atteindre sélectivement chaque bronche, et l’opacifier sur un examen radiologique, et également traiter localement par antibiotiques (c’est le début des antituberculeux) des lésions bactériennes. Ces sondes, les « Sondes de Métras » ou « Metras Catheter », dans le reste du monde, ont été employées dans de très nombreux pays, et ont été l’objet d’articles et de livres en plusieurs langues.
Plus tard, devenu chirurgien thoracique à plein temps, il développa plusieurs techniques originales, en particulier une technique de suture pour éviter les redoutables fistules bronchiques. Il réalisa divers autres procédés et instruments pour le diagnostic et le traitement du cancer du poumon ainsi que pour la chirurgie cardiaque.
Il recevait un grand nombre de patients du Sud de la France, d’Italie et d’Espagne et plusieurs chirurgiens vinrent se former auprès de lui.
On garde aussi de lui l’image d’un pionnier de la greffe de poumons. Expérimentalement, il mit au point et réalisa sur une série d’animaux, la technique de transplantation pulmonaire en 1947-1948, avec 16 survivants (précoces) sur 20 greffés par cette technique. Ceci fut rapporté à l’Académie des Sciences en 1950 et sa technique est employée encore communément aujourd’hui. Comme l’écrivait en 1992 le Dr Joël Cooper, spécialiste américain de cette discipline : « L’un des plus importants pionniers de cette période fut Henri Metras, en France…. bien qu’une variété de techniques ait été utilisée dans les 40 dernières années, si Metras observait une transplantation pulmonaire aujourd’hui, il reconnaitrait immédiatement qu’il avait vu juste, dès la première fois…. quelque 43 ans plus tard, Metras est toujours en avance sur son temps »…
Intéressé par le début de la chirurgie cardiaque, il participa activement à la mise au point de la circulation extra-corporelle dans le laboratoire du Pr Thomas à Paris, et ses notes fourmillent d’idées nouvelles.
Henri Metras fut invité pour des conférences et des démonstrations dans de nombreux pays sur les cinq continents, à une époque où les voyages n’étaient pas aussi courants que de nos jours. De nombreux articles scientifiques et plusieurs livres, traduits dans diverses langues, rapportent ses travaux.
Il mourut prématurément et la ville de Marseille a voulu honorer ce précurseur en donnant son nom à une rue.

## Publications
- Metras H. Note préliminaire sur la greffe totale de poumon chez le chien., Proc. Académie des Sciences, 1950, 231 :1176-7
- Metras H., Charpin J., Lung Abcess and bronchial Catheterisation, J Thorac Surg 1954 ; 27 :157-72
- Metras H., Nouveaux instruments pour l’aspiration-biopsie dans le diagnostic précoce du cancer du poumon, J Fr Med Chir Thorac 1954 ; 8 :44-5
- Metras H., Piganiol G., Longefait H., Hartung L., De la suture bronchique. Le poumon et le cœur, 1956 ; 4 : 315-20
- Metras H., Procédé personnel d’exclusion et étude de résultats expérimentaux pour la chirurgie de l’aorte à son origine, Arch Mal Cœur 1948 ; 12 : 740